# Shōgatsu
Shōgatsu san-ga-nichi (jap. 正月 三が日 Shōgatsu san-ga-nichi; dosł. trzy dni stycznia) – japoński Nowy Rok (powszechnie używa się zwrotu o-shōgatsu, gdzie o- jest przedrostkiem honoryfikatywnym). Jest formalnym świętem państwowym w dniu 1 stycznia, ale zwyczajowo i o różnym charakterze obchodzi się do 3 stycznia. Jest to nie tylko czas zabawy i spotkań z bliskimi, ale także szansa na pozamykanie starych spraw, rozpoczęcie życia od nowa i zapewnienie sobie szczęścia w przyszłości.

## Przygotowania
Przygotowania do obchodów Nowego Roku zaczynają się od susu-harai (także susu-haki) – porządków domowych. Składają się na nie czynności, dzięki którym domostwo ma wejść w nadchodzący rok oczyszczone ze złych wspomnień. Pierwszą z nich jest sprzątanie. Usuwane, a czasem spalane, są rzeczy dawno nieużywane, zbędne i związane z przykrymi momentami życia. 
Kolejnym krokiem jest udekorowanie domu. Po obu stronach wejścia do domu ustawiane są kado-matsu – ozdoba złożona z trzech ostro przyciętych bambusów związanych słomą ryżową i przystrojonych gałązkami sosny. Jest ona miejscem zamieszkania Toshigami, bóstwa zapewniającego dobrobyt i urodzaj. Charakterystyczną dekoracją jest też shime-nawa, czyli wisząca kompozycja ze słomy ryżowej i poskręcanego w zygzakowaty wzór papieru. Ma ona odganiać złe duchy. Wcześniej przygotowuje się także niektóre potrawy np.: ryżowe ciasteczka mochi jedzone razem z zupą zōni oraz toso – ceremonialne, ostre sake z dodatkiem ziół. 
Przed nadejściem Nowego Roku należy również złożyć ofiary bóstwom. Składają się one zazwyczaj z mochi, suszonych daktyli, nasion sosny, ryb, mięczaków, czarnej fasoli, kwiatów i owoców (zwykle mandarynek). Przed shōgatsu należy też wysłać okolicznościowe kartki z życzeniami, które nazywają się nenga-jō. Wszystkie przygotowania muszą zostać zakończone przed nocą 31 grudnia.

## Tradycje noworoczne
Wieczór poprzedzający shōgatsu tradycja nakazuje spędzić z rodziną. W czasie Nocy Noworocznej Japończycy odwiedzają świątynie lub oglądają programy noworoczne w telewizji. Najważniejszym wydarzeniem jest 108 uderzeń świątynnych dzwonów (joya-no kane). Ich bicie ma wypędzić stary rok, uwolnić ludzi od grzechów i dać im nową nadzieję.
Ranek 1 stycznia rodziny spędzają na wspólnych modlitwach przed domowymi ołtarzami. Podejmują tam noworoczne postanowienia i wypowiadają życzenia. Używa się do tego lalek darumy. Posiadają one tylko głowę i nie mają oczu. Podczas składania prośby lalce domalowywane jest jedno oko. Jeśli życzenie się spełni dorysowuje się też drugie, a jeżeli nie, to daruma zostanie spalona w następną Noc Noworoczną. 
Tradycyjnie w pierwszy dzień roku wręcza się dzieciom podarki, czyli o-toshidama. Są to zwykle pieniądze włożone w koperty. Zwyczaj ten zobowiązuje do dawania prezentów nie tylko własnym dzieciom, ale także tym pochodzącym z zaprzyjaźnionych rodzin. Noworoczny poranek to także czas, gdy roznoszone są kartki z życzeniami. Tego dnia należy także obowiązkowo odwiedzić świątynie.
Drugi dzień obchodów Nowego Roku wiąże się z wieloma tradycjami i obyczajami:
- hatsu-yume – dosł. pierwsze marzenie sennne i wróżba, dotycząca interpretacji snu z nocy 1 na 2 stycznia, pomyślność zapewnia sen o górze Fuji, zielu oberżyny, sokołach i jastrzębiach;
- hatsu-ni – przyjęcie przez właścicieli sklepów pierwszego towaru w roku;
- kaki-zome – pierwsza kaligrafia, przedstawia ona często noworoczne postanowienie;
- Genshi-sai – dworska ceremonia odbywająca się w Pałacu Cesarskim, której częścią jest taniec gagaku wykonywany w obecności cesarza i dworu

Do popularnych zwyczajów noworocznych należy także wkładanie pod poduszkę zapewniającego szczęście obrazka z Shichi-fukujin (Siedmioma Bogami Szczęścia) lub z takara-bune (statkiem wiozącym tych bogów i ich skarby) oraz talizmanu baku, który odpędza złe sny.

## Gry i zabawy
Shōgatsu jest także czasem zabawy i odpoczynku. Tradycyjne noworoczne gry to:
- hane-tsuki – rodzaj japońskiego badmintona, odbijanie paletką specjalnej lotki, popularne wśród dziewczynek;
- tako-age – puszczanie latawców;
- karuta – gra karciana, jej znajomość świadczy o wykształceniu i wiedzy. Polega na połączeniu w pary 200 kart ilustrowanych fragmentami poematów, przysłów, portretami postaci historycznych i rysunkami kwiatów. Sędzia odczytuje część tekstu, a gracze muszą odszukać jego zakończenie. Wygrywa ten, kto pierwszy pozbędzie się wszystkich kart, a przegrany zakłada worek na głowę.
- sugoroku – gra planszowa przywieziona do Japonii z Chin w VI w., potrzebne są do niej dwie kostki do gry oraz po 15 krążków białych i czarnych

## Okres poświąteczny
Festiwale i rytuały związane tematycznie z Nowym Rokiem trwają do początku lutego. 7 stycznia to dzień spożywania nana-kusa-gayu – kleiku na 7 ziołach, który ma chronić przed 7 rodzajami chorób. Po tym terminie można usunąć kado-matsu. Kagai-mochi to podwójny placek ryżowy ozdobiony noworocznymi symbolami. Jest zjadany 11 stycznia. Jest wtedy tak zeschnięty i twardy, że trzeba go rozbijać młotkiem. Tradycja zabrania go kroić, ponieważ jest to równoznaczne ze zniszczeniem swoich szans na szczęście. Placek spożywa się wraz z zupą, a ceremonia ta nazywa się kagami-biraki. 
Rodzinne obchody świąteczne kończą się z dniem 14 stycznia. W ogniskach palone są wtedy ozdoby, ludzie bawią się przy muzyce, śpiewie i jedzeniu. Ten dzień uważany jest także za najlepszy czas do zawierania umów przedmałżeńskich.